# Ichneutica ceraunias
Ichneutica ceraunias là một loài bướm đêm trong họ Noctuidae.